# ケイシー・ジョンソン
セール・トロッター・ケース "ケイシー" ジョンソン（Sale Trotter Case "Casey" Johnson 1979年9月24日 - 2010年1月4日）はアメリカ合衆国のソーシャライト、女性相続人。ジョンソン・エンド・ジョンソンの共同創設者ロバート・ウッド・ジョンソン1世の玄孫である。

## 生い立ち
ジョンソンはフロリダで生まれた。父ウッディ・ジョンソン（ニューヨーク・ジェッツのオーナー）、母はセール・ジョンソンは元モデル。ドキュメンタリー『ボーン・リッチ』を制作したジェイミ・ジョンソンはいとこである。ジョンソンはマンハッタンで育ち、チェイピン学校、メリーマウント学校、ドワイト学校に通った。ブラウン大学に入学した。ジョンソンは8歳のときに糖尿病と診断された。彼女の父はJuvenile Diabetes Research Foundationと関係があり、病気の治療方法を見つけるために努力した。

## 経歴
14歳のときに父と共同で『Managing Your Child's Diabetes』というタイトルの本を書いた。テレビ番組『The Fabulous Life of...』『E! True Hollywood Story』などに出演した。1999年にシャロン・ストーン主演の映画『グロリア』に端役で出演。2002年に彼女は『It Girls 』でフィーチャーされた。それは2000年のマンハッタンのファッション・ウィークの間に撮影された。リアリティ番組『シンプル・ライフ』のパリス・ヒルトンとの共演を妹のニッキー・ヒルトンが辞退したとき、パリスはジョンソンに声をかけた。しかし、ジョンソンも断り、共演はニコール・リッチーに決まった。ジョンソンの夢は女優になることだったため、出演を「私の人生で最も馬鹿な間違い」だと述べた。

## 私生活
ジョンソンはオープンなレズビアンである。2009年11月30日、ジョンソンは法的書類600ページ、衣類と下着、宝石、靴などをジャスミン・レナードから盗んだとして逮捕された。ジョンソンは無罪を主張しており、予審が2010年2月2日に予定されていた。
2009年12月2日、『ポスト』はジョンソンの母セールがカザフスタン出身の養女のエイヴァを保護したと報じた。レナードは彼女が数ヶ月間エイヴァの世話をしていたと述べた。そして、ジョンソンがナニーを解雇したことも明かした。ジョンソンは進行している薬物中毒のリハビリが遅れ、彼女の家族からも孤立した。これは、全く彼女を助けなかった。彼女は公共料金を払うことが出来ず、彼女の家は汚れた皿や腐りかけの食べ物、走り回るネズミで満たされていた。法廷記録によると彼女はポルシェをファイナンシャルサービスから105,740.93ドルで借りていたが、所有権回収を恐れて、ポルシェをガレージに置いておいた。ジョンソンはナニー・サービスからも告訴され、20,000ドルの支払いを命じられた。晩年はリアリティ番組のテレビスター、ティラ・テキーラの家に住んでいた。2人は2009年12月9日に婚約したと発表した。発表から4日後、娘の苗字を法的に「グエン」（テキーラの本名の姓）に変えると発表した。

## 死去
2009年12月29日午前1時12分付けの自身のTwitterに「皆おやすみ、私は新車を買ったわ」と書き込んだ。7日後の2010年1月4日、ウェストハリウッドの自宅のベッドルームで遺体で発見された。第一発見者はメイドだった。通報者は、ジョンソンが氷の様に冷たく、手が青い（それは彼女が死後数日経過していたという証言を否定する証拠になる）と述べた。また、ジョンソンが薬物を頼っていたとも述べた。『デイリー・ニュース』は通報者はジョンソンを「ロサンゼルスの家で」見つけたと述べた。当局は「犯罪の証拠はない」と報告した。婚約者であったテキーラは2009年12月29日にジョンソンから電話がかかってきたが、出なかったという。テキーラは最初、ジョンソンは昏睡状態にあるとTwitterで報告したが、後に声明を修正し、死亡を報告した。
2010年2月4日、ロサンゼルス郡検視局は彼女が糖尿病性ケトアシドーシスで亡くなったと発表した。